# أدوا ابوه
أدوا ماريا كيتلين ابوه (من مواليد 18 مايو 1992) عارضة أزياء بريطانية ، ظهرت على غلاف مجلة فوغ البريطانية في ديسمبر 2017، كما انها ظهرت أيضا على غلاف مجلة فوغ الأمريكية، فوغ إيطاليا، فوغ بولندا, في عام 2017 ، تم التصويت لها من قبل قطاع الأزياء كعارضة العام على موقع موديل.كوم.

## روابط خارجية
- أدوا ابوه على موقع IMDb (الإنجليزية)
- أدوا ابوه على موقع قاعدة بيانات الفيلم (الإنجليزية)
- أدوا ابوه على موقع دليل عارضات الأزياء (الإنجليزية)

- http://www.gurlstalk.com/
- adwoa-aboah at Models.com